# Tocopero
Tocopero é uma cidade venezuelana, capital do município também chamado de Tocopero.